# NGC 4147
NGC 4147 (również NGC 4153 lub GCL 18) – gromada kulista znajdująca się w gwiazdozbiorze Warkocza Bereniki, w odległości około 62,9 tys. lat świetlnych od Słońca i 69,8 tys. lat świetlnych od centrum Galaktyki.
Została odkryta przez Williama Herschela prawdopodobnie 15 lutego 1784 roku. Nie jest jednak pewne, czy rzeczywiście obserwował ją tamtej nocy, gdyż pozycja podana przez niego znacząco odbiega od rzeczywistej pozycji gromady. Herschel na pewno obserwował gromadę miesiąc później, 14 marca 1784 roku, tym razem podał pozycję dokładnie. John Dreyer skatalogował obie obserwacje Herschela jako, odpowiednio, NGC 4153 i NGC 4147.